# Арапбаева, Жибек Джумадиллакызы
 Жибек Джумадиллаевна Арапбаева (род. 8 декабря 1991 года, г. Чимкент) — казахстанская фристайлистка.

## Биография
Жибек родилась в 1991 году в Чимкенте, где и начала заниматься фристайлом в дисциплине «акробатика».
На международных соревнованиях выступает с декабря 2008 года.
В марте 2009 года на чемпионате мира в японском Инавасиро она была 24-й в воздушной акробатике.
На Олимпиаде-2010 в Ванкувере Жибек показала 23-й результат.
На Азиаде в Алматы Жибек завоевала «серебро».
В 2012 году этап Кубка Европы в украинском городке Буковель принес Жибек «серебро».
В 2012 году стала 2 в общем зачете Европы
На Олимпиаде2014 в Сочи Жибек показала 19 результат